# ペリオドンタルシンドローム
ペリオドンタル・シンドローム（英: Periodontal Syndrome）とは、歯周病と同時に歯周病に関連するとされる全身疾患がある状態をいう。日本語に訳すと歯周病関連全身疾患症候群。単にペリオとも呼ばれる。
以前より、歯周病は糖尿病の合併症とされていたが、昨今、糖尿病以外にも、狭心症・脳梗塞脳血管障害脳卒中・動脈硬化症・誤嚥性肺炎・骨粗鬆症などが、歯周病の影響により重症化するとされるエビデンスが多数でてきた。早産・低体重児出産があり、歯周病に罹患した状態もペリオドンタルシンドロームであると考える。
治療に関して、医科と歯科で連携した治療が手探り状態だったのを、歯科医師若林健史（歯周病専門医・指導医）が発起人となり、日本臨床歯周病学会を中心に医科と歯科の垣根をとりはらった視点で治療を考える意味で提唱された。

## 概要
歯周病は糖尿病の合併症の一つといわれてきた。心臓疾患・脳血管疾患として「狭心症・心筋梗塞」「脳梗塞・脳卒中」、妊娠性歯周炎が重症化することで低体重児や早産のリスクが高まる事、さらには、関節リウマチやアルツハイマー病でも、歯周病との関連性のエビデンスが発表されている。
商標出願済み：ペリオドンタル・シンドローム（登録番号第5927832号・出願番号商願2016-79709・出願人:特定非営利活動法人日本臨床歯周病学会）

## 糖尿病と歯周病の関連
成人II型糖尿病患者に歯周病治療を行った場合に血糖値の改善は認められるか ？

成人のType IIの糖尿病患者に対し非外科的歯周病治療を行ったグループと歯周病の治療を行わなかったグループで歯周病の状態および糖尿病の代謝管理の変化を研究方向している。44人の対象者を歯周病治療群と歯周病非治療群の２つに無作為に割付し、口腔衛生指導と局所麻酔下にて全顎的なスケーリングルートプレーニングを行った治療群では非治療群と比較し代謝に関するパラメターとして 糖化ヘモグロビン値 とトリグリセリドが統計学的有意な差を認めた。

## 狭心症・心筋梗塞と歯周病の関連
歯周病と心冠状動脈疾患（狭心症・心筋梗塞）の関係を1,147名について18年間追跡したところ、歯周病が重度（歯槽骨の吸収度が20％より大きい）なグループは、歯周病が軽度（歯槽骨の吸収度が20％以下）なグループと比べて心臓発作を起こすリスクが2.8倍でした。

## 脳血管疾患と歯周病の関連
歯周病と脳血管疾患の関係について9962名について歯周病の程度を調べ、18年間追跡し大脳血管疾患にかかるリスクを調べたところ、歯周病について健常なものに対し、歯周炎では相対リスクが1.66倍でした。　これらの報告は、疫学的に歯周病と血管疾患は関係があることを示しています。